# Norman (Arkansas)
Pour les articles homonymes, voir Norman.
Norman est un village situé dans l’État américain de l'Arkansas, dans le comté de Montgomery.

## Histoire

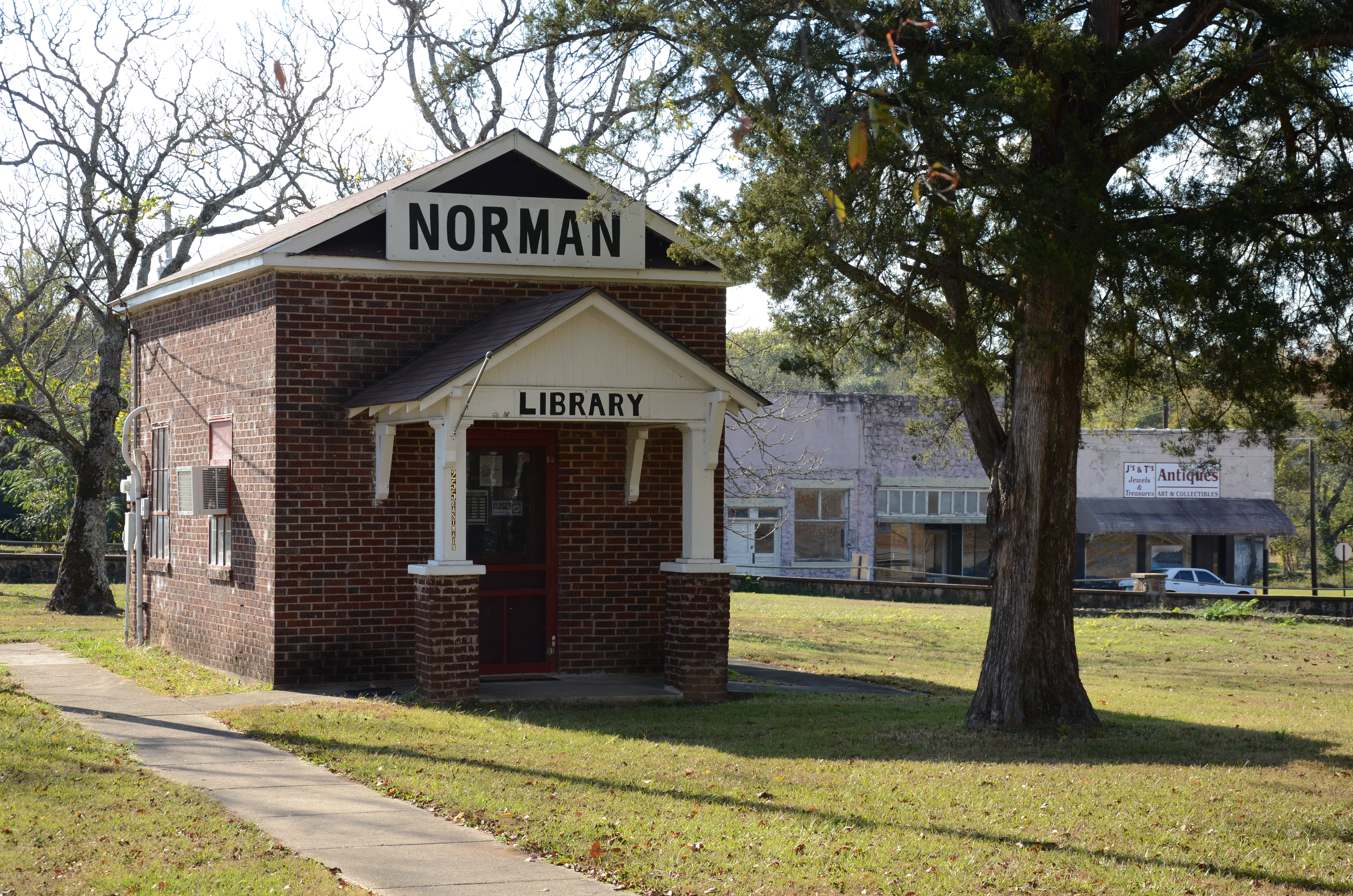
Bibliothèque municipale normande sur la place de la ville